# 療養
| ウィキペディアには「療養」という見出しの百科事典記事はありません（タイトルに「療養」を含むページの一覧/「療養」で始まるページの一覧）。 代わりにウィクショナリーのページ「療養」が役に立つかもしれません。 |